# Ernő Rubik

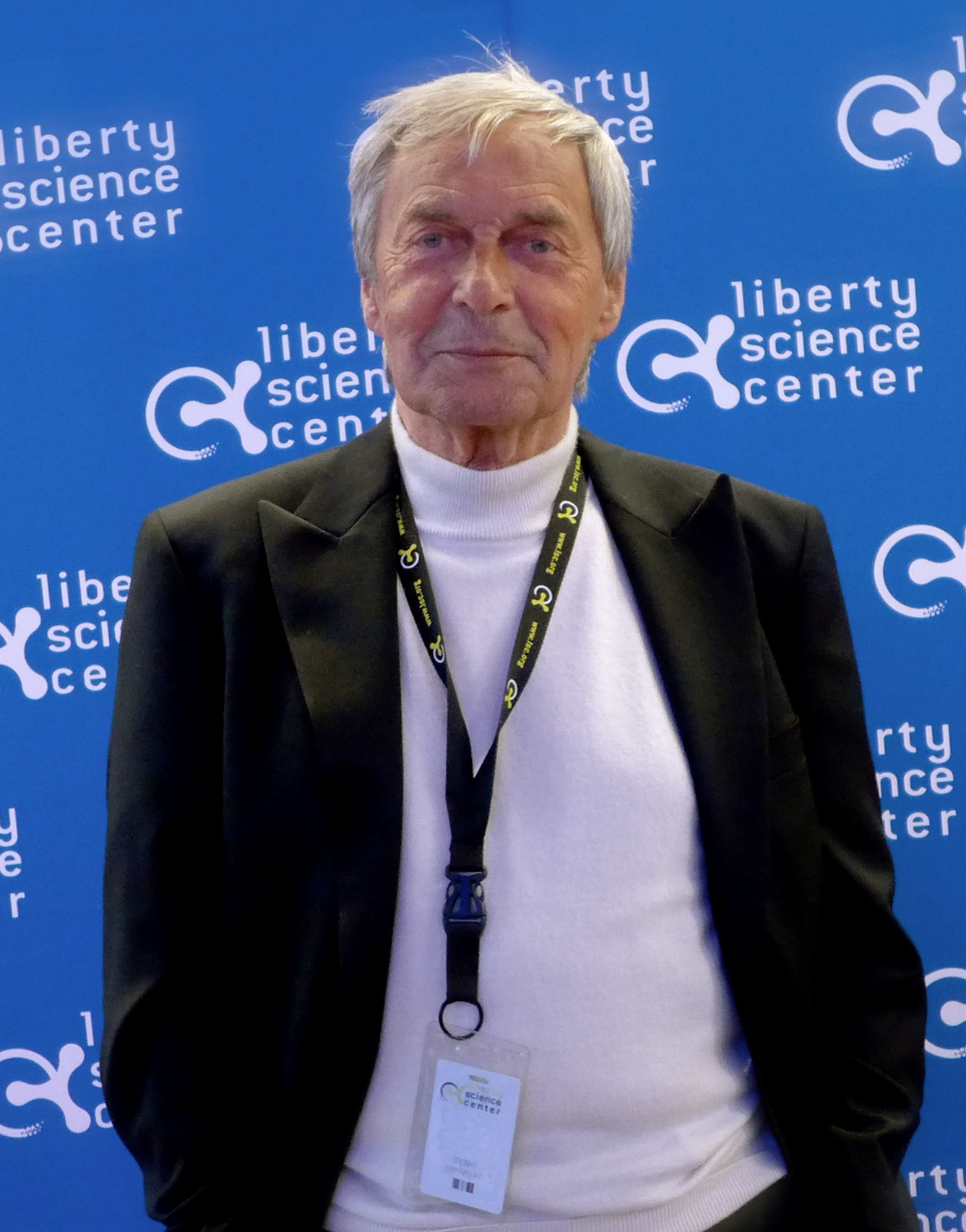
Ernő Rubik (2014)

En Rubiks kub.

Ernő Rubik, född 13 juli 1944 i Budapest, är en ungersk uppfinnare, skulptör och arkitekt.
Rubik är känd för uppfinnandet av olika mekaniska pussel, där målet är att få ett eller annat bestämt läge, med hjälp av att vrida och vända olika bitar. Mest känd är Rubiks kub, men han står även för uppfinnandet av Rubiks Magic och Rubiks orm.